# 大國神社 (伊勢崎市)

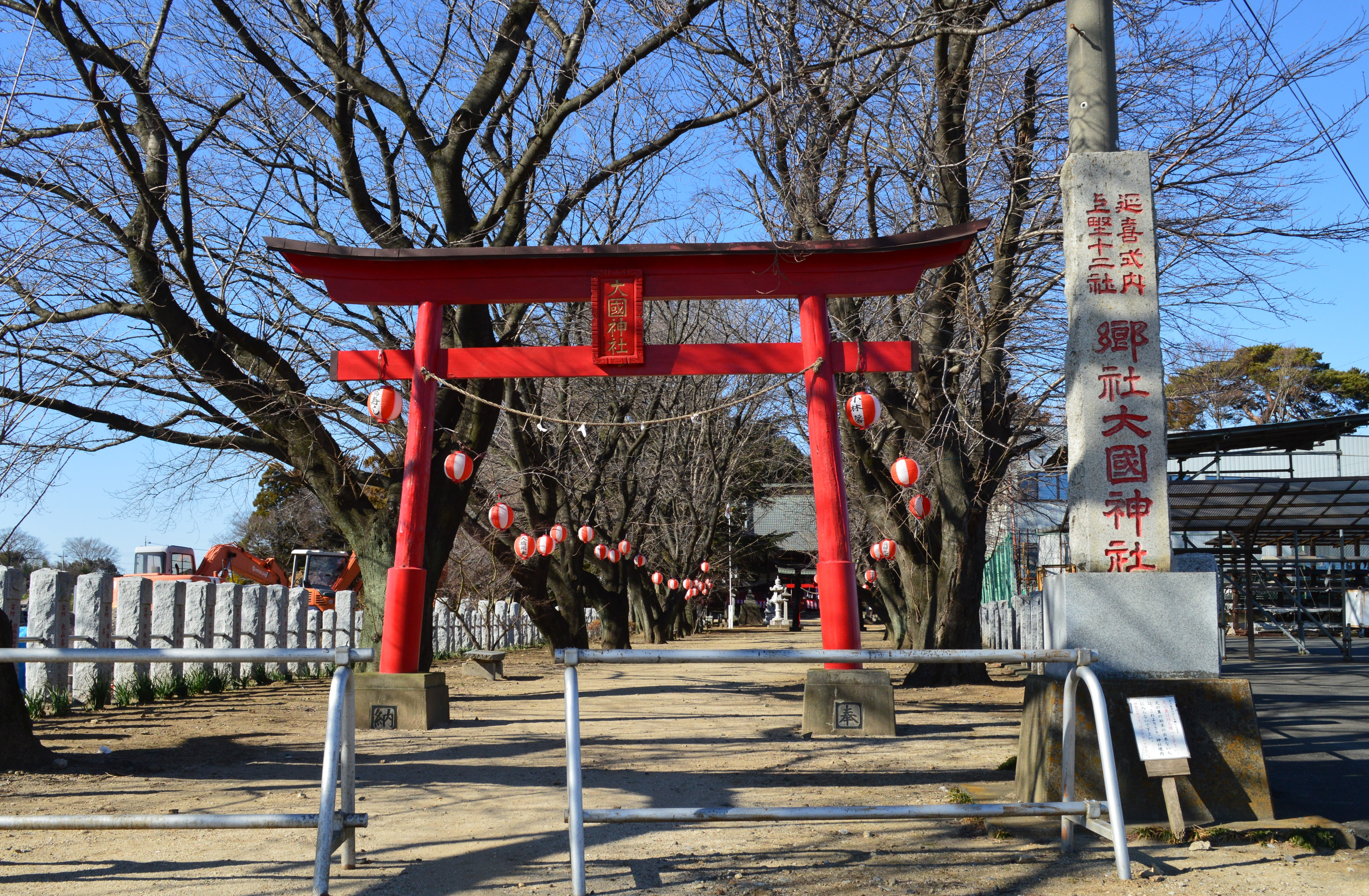
鳥居

大國神社（おおくにじんじゃ、大国神社）は、群馬県伊勢崎市境下渕名（しもふちな）にある神社。式内社であり、旧社格は郷社。
「第五姫宮（だいごひめのみや）」「五護之宮（ごごのみや）」とも。

## 祭神
主祭神
- 大国主命 （おおくにぬしのみこと）[2]

配祀神
- 日葉酢媛命 （ひばすひめのみこと） - 第11代垂仁天皇皇后。
- 渟葉田瓊入媛命 （ぬはたにいりひめのみこと）
- 真砥野媛命 （まとのひめのみこと）
- 薊瓊入媛命 （あざみにいりひめのみこと）
- 竹野媛命 （たかのひめのみこと）
いずれも丹波道主王命の娘。垂仁天皇15年に丹波国穴太郷から勧請・合祀されたといい、「第五姫宮」「五護之宮」「五后宮」の別名はこれら5神に由来するという[3]。

合祀神
- 罔象女 - 旧御手洗神社祭神。
- 素盞嗚命、事代主命 - 旧八坂神社祭神。

## 歴史

### 創建
社伝（明和年間（1764年-1772年）の大国五護宮縁起）・『伊勢崎風土記』によると、第11代垂仁天皇9年に風雨不順によって人々が苦しめられていたため、天皇は百済車臨を東国に派遣した。車臨は当地に至り御手洗池で手を洗う大国主命と出会い、国家の難の平定を願った。すると大国主命の姿はなくなり、その跡に淵が出来た（「渕名」の地名由来）。その後天皇は車臨を賞し、当社を祀らせるとともに当地を与えたと伝えられる。また垂仁天皇15年9月には、丹波国穴太郷から五媛の宮を勧請・合祀したという。
一説に当社創建について、『上野国神名帳』の佐位郡項に「大国玉明神」と「郡玉明神（くにたまみょうじん、非現存）」の名が見えることから、国玉を「国司の神」、郡玉を「郡司の神」とみる説がある。そして前者にあたる当社は、当地の郡司が「上毛野国造」の栄誉称号を与えられた際（後述）、新たに創建されたと指摘される。この説では、檜前部老刀自（ひのくまべのおいとじ、檜前君老刀自）が「上毛野佐位朝臣（かみつけのさいのあそん）」を賜姓、のち「本国国造（上毛野国造）」の称号を与えられた記事から、檜前部一族が佐位郡司であったと推測される。併せて、当社北西方にあり佐位郡衙跡とも推測される十三宝塚遺跡（じゅうさんぽうづかいせき）との関係性も指摘されている。
なお『和名抄』に見える「佐位郡淵名郷」は、当地に比定される。

### 概史
当社に関して、国史に記載はない。社伝によると神護景雲元年（767年）、勅を奉じた佐位采女が社殿を修造したという。
『延喜式神名帳』では「上野国佐位郡 大国神社」と記載され、式内社に列している。「佐位郡」と記載されるが、この郡は佐波郡（明治に佐位郡・那波郡を合併）の前身にあたる。
『上野国神名帳』では、一宮本に鎮守12社の12番目に「従一位大国大明神」、群書類従本では同じく鎮守12社の12番目に「従一位大国玉大明神」とあるが、総社本では鎮守10社に記載はない。また、3本とも佐位郡項で「従一位大国玉明神」と記載する。ただし、鎮守項・佐位郡項の両社を同一と見なすことには異論もあり、後者を当社として『延喜式神名帳』所載の神社を別に見る説もある。
明治7年（1874年）、近代社格制度において郷社に列した。また明治42年（1909年）に神饌幣帛料供進神社に指定された。

### 神階
- 従一位 （『上野国神名帳』鎮守項） - 表記は「大国大明神」（一宮本）、「大国玉大明神」（群書類従本）。総社本に記載はない[4]。
注）一宮本・総社本・群書類従本とも佐位郡項では「従一位大国玉明神」の記載があるが、鎮守項と同一とするかには議論がある[1]。

## 境内

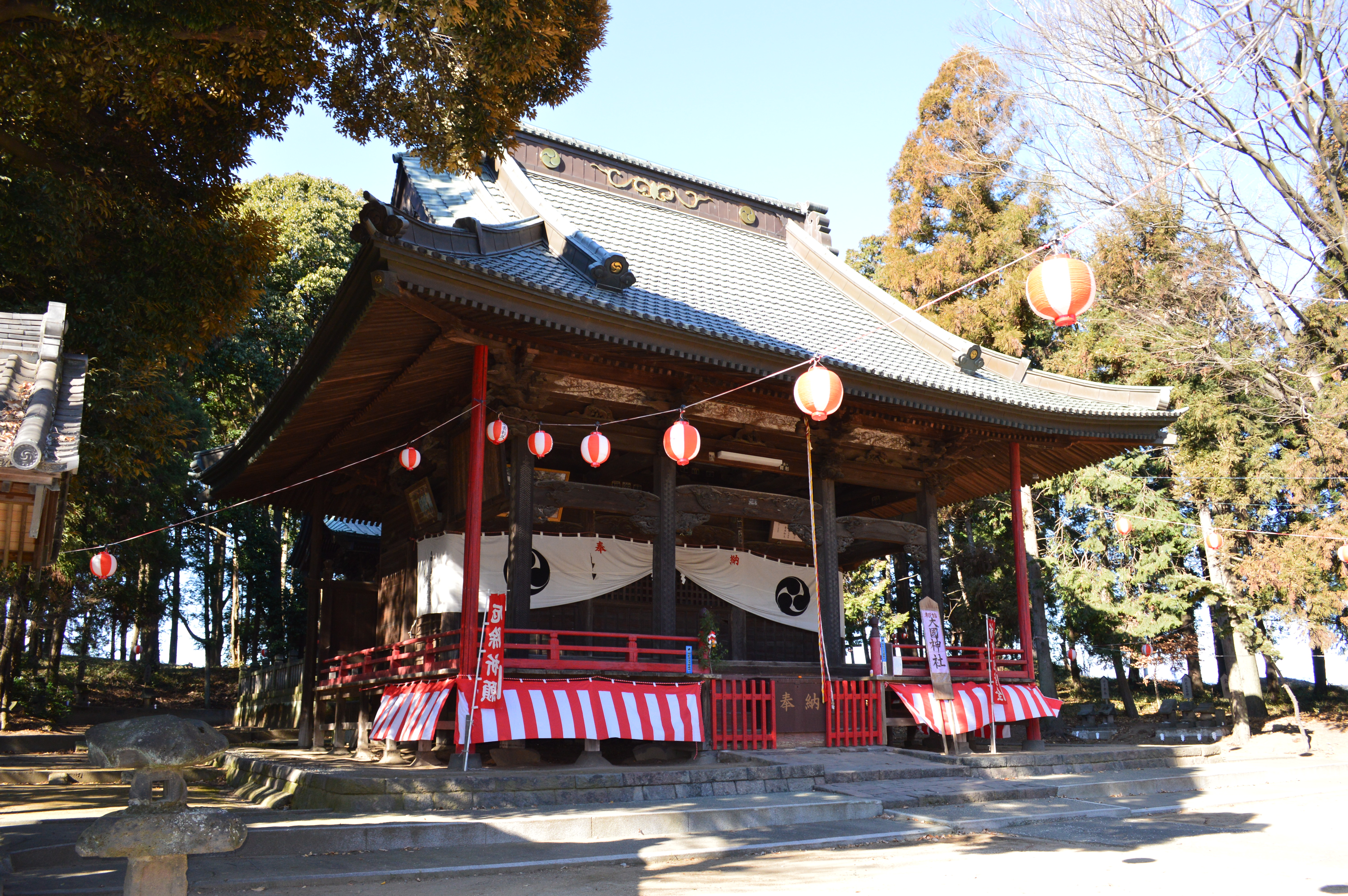
社殿

本殿は三間社流造で、千鳥破風軒唐破風付、銅板葺。江戸時代の寛政5年（1793年）の造営という。幣殿は昭和5年（1930年）の造営。拝殿は間口五間・奥行三間半で、文化元年（1804年）の造営。
また、境内には石幢（せきどう：仏教の石塔の一種）が立つ。この石幢は「御手洗の石燈籠」とも呼ばれる。室町時代、延徳2年（1490年）の銘があり、付近の御手洗池畔から出土したと伝えられる。総高は2.38メートルで、角石の台座の上に竿塔・中座・火袋・屋蓋・相輪と積み重ねられている。室町時代の作風が見られ、市の重要文化財に指定されている。
当社東北方には大国主命が手を洗ったという御手洗池跡が残る。明治4年（1907年）に合祀されるまで、その地には御手洗神社が鎮座していた。

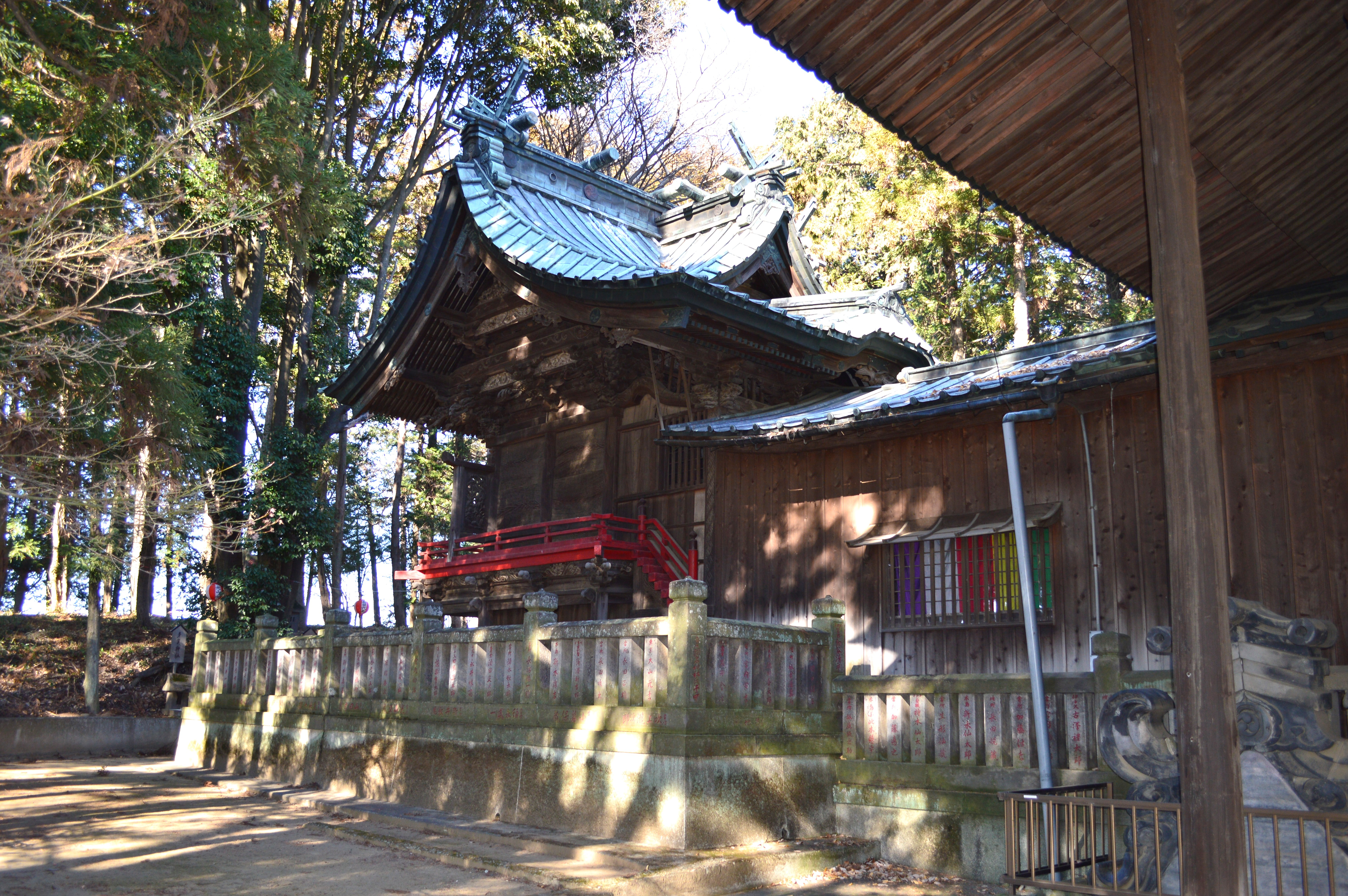
本殿
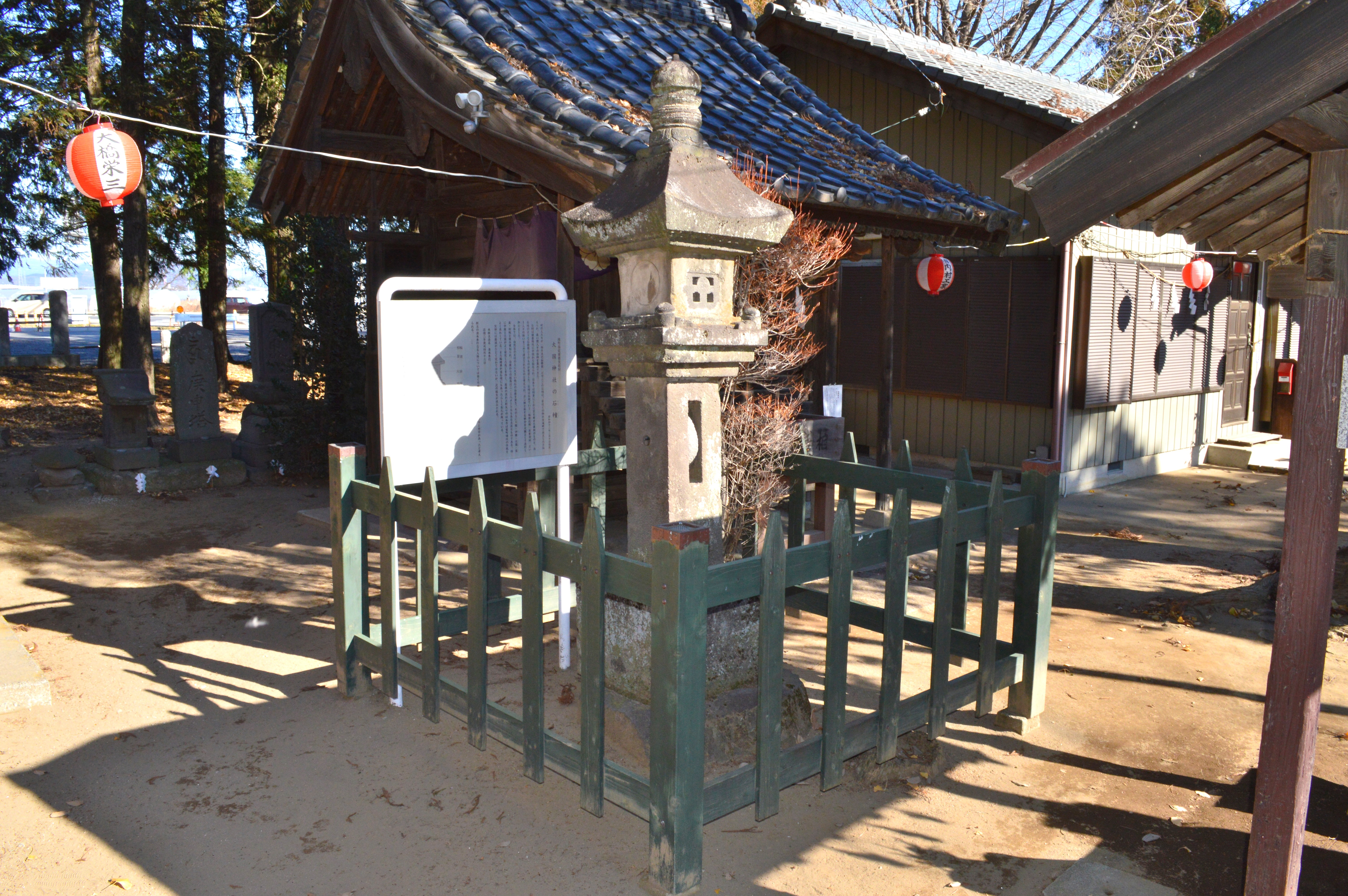
石幢（市指定重要文化財）
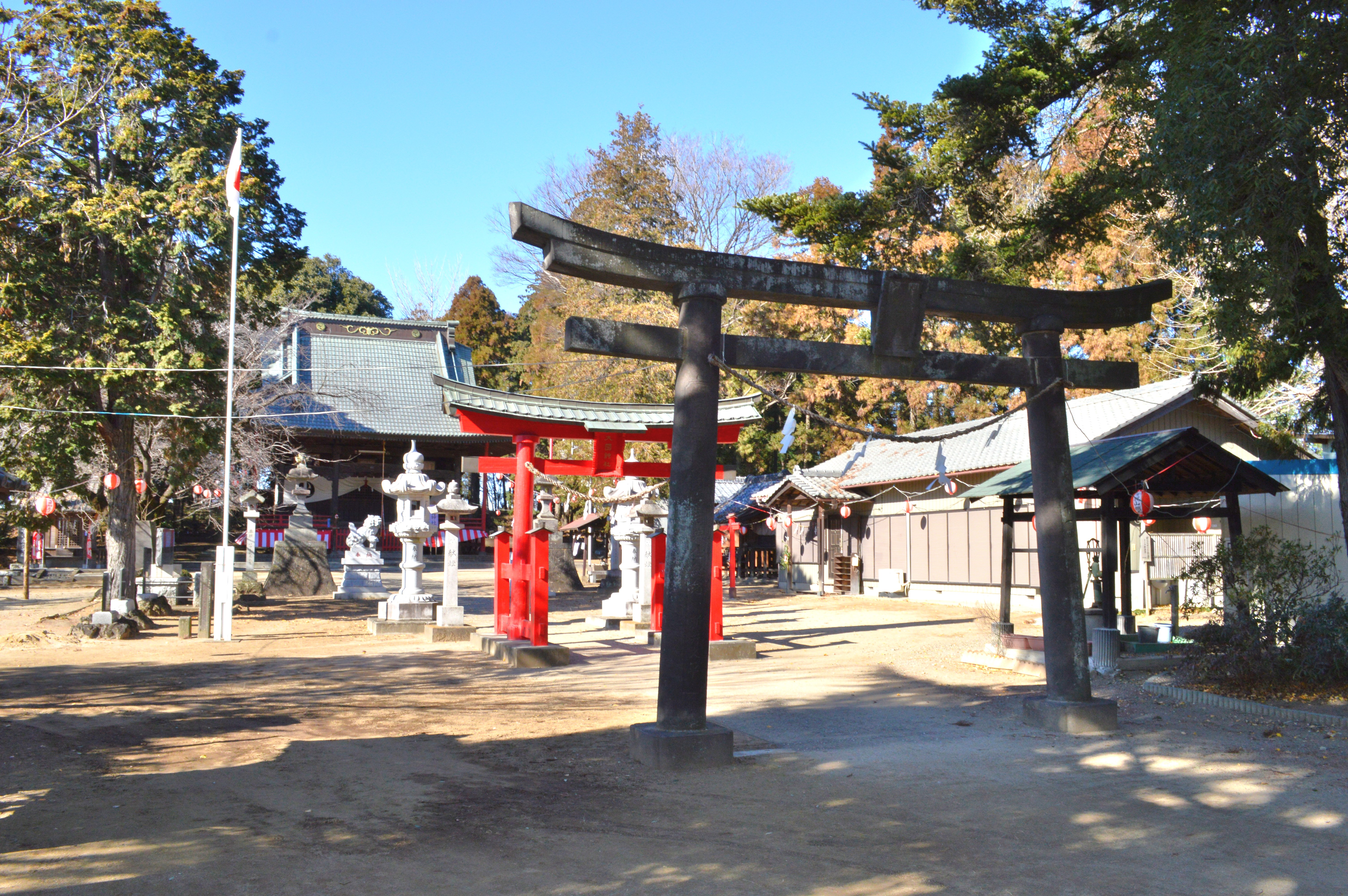
境内鳥居

## 摂末社
- 浅間神社

[祭神] 木華開耶姫命
太平洋戦争後に一村一社神社合併の政府命令が解除された後、御手洗沼に無神となっていた旧御手洗神社の社殿に、木華開耶姫命を祀り、浅間神社と呼びれるようになった。そして、いつの頃かその社殿が大國神社に移築、合祀された。
- 渕名天満宮

[祭神] 菅原道真公
昭和55年（1982年）7月に社殿を建立し、渕名天満宮を遷宮した。
- 御手洗神社

[祭神] 罔象女
伊勢崎市八寸町の御手洗沼（みたらせぬま）に鎮座していた御手洗神社を明治40年3月25日に合祀した。
- 八坂神社

[祭神] 事代主命
明治40年（1907年）3月25日合祀
- 牛頭天王社 - 天和元年（1681年）合祀
- 冨士嶽神社 - 大正7年（1918年）2月合祀
- 西宮神社、諏訪神社[11]
- 八幡神社、稲荷神社、少彦名神社
- 地神神社、疱瘡神社、住吉神社
- 多賀神社、摩利支天宮
- 猿田彦大神、弥都波能女神
- 金神、外18座

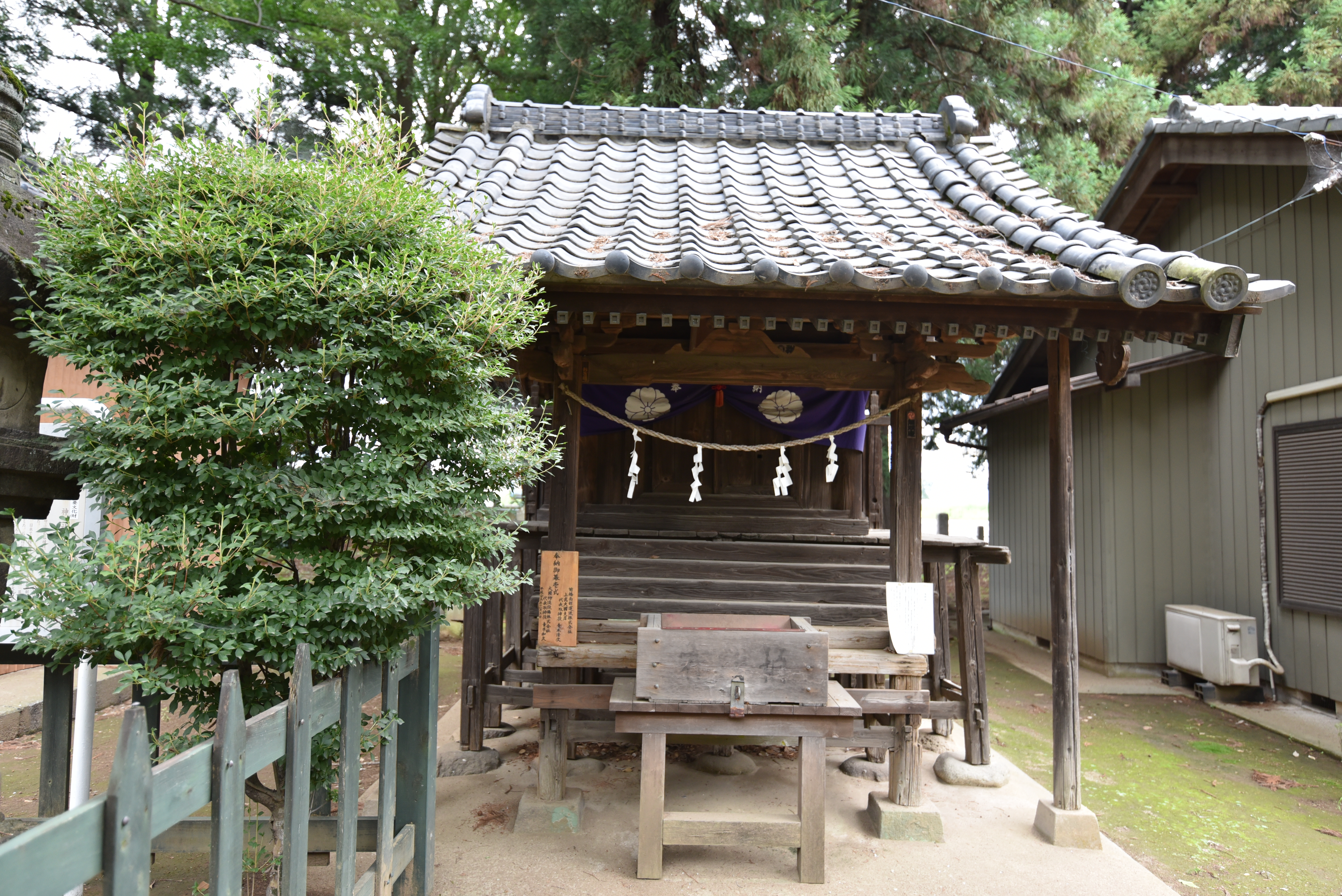
浅間神社
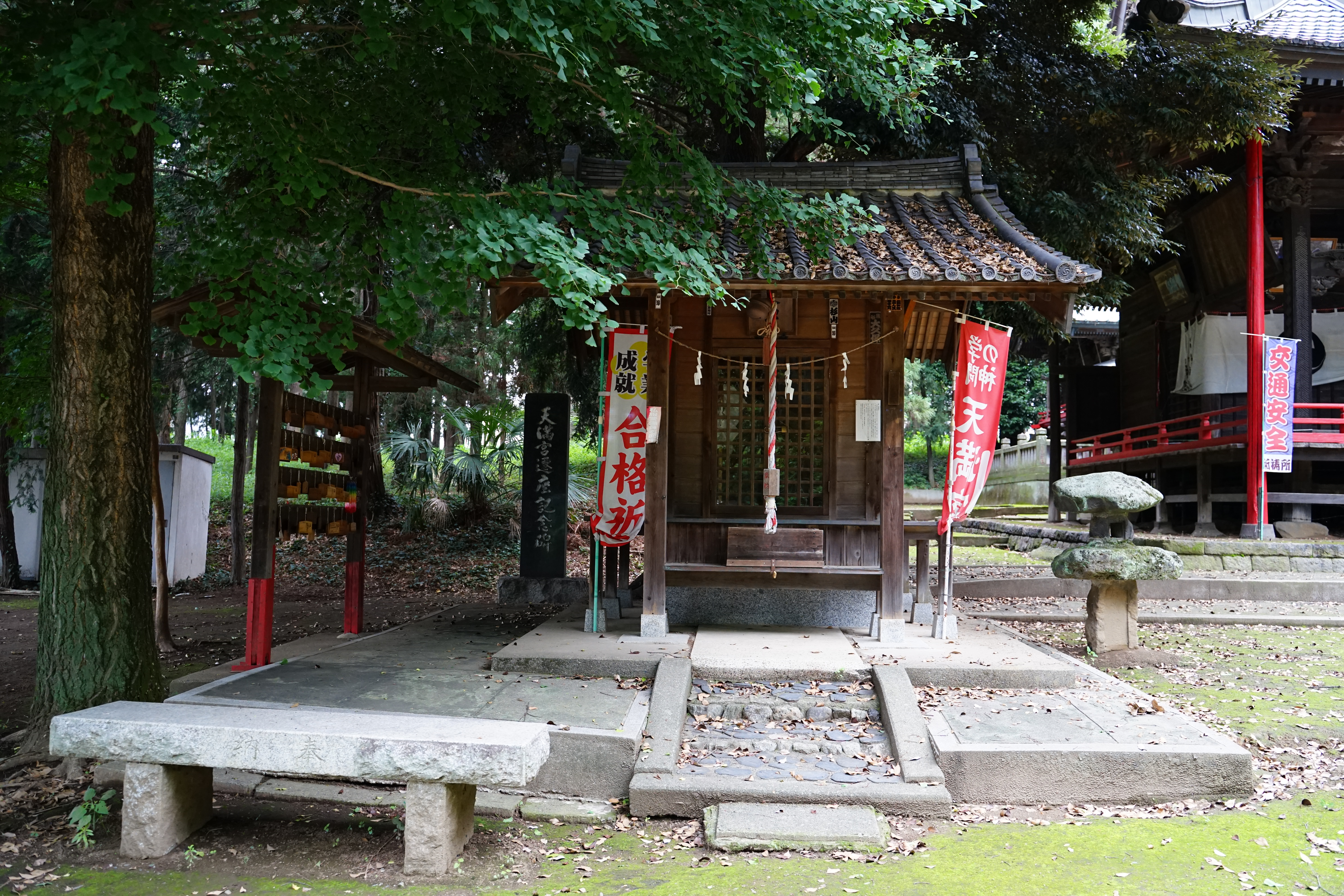
天満宮

## 祭事
- 春祭 （4月3日）[12] - 小祭。
- 夏祭 （境町ふれあい祭の日） - 中祭。
- 秋祭 （10月最終日曜） - 大祭。「下渕名の獅子舞」が奉納される。

上記のように、秋祭では獅子舞が奉納される。この獅子舞は、昔は途絶えていたが昭和30年代に復活された。獅子舞の流派は火挟流と言われる。道具箱の銘から正徳元年（1711年）には整備されたと推測され、起源はこれ以前と考えられている。この獅子舞は「下渕名の獅子舞」として、市の無形民俗文化財に指定されている。

## 文化財

### 伊勢崎市指定文化財
- 重要文化財
  - 大国神社の石幢 - 昭和42年2月10日指定[6]。
- 重要無形民俗文化財
  - 下渕名の獅子舞 - 平成18年6月15日指定[13]。

## 現地情報
所在地
- 群馬県伊勢崎市境下渕名2827

周辺
- 下淵名遺跡
- 十三宝塚遺跡 （じゅうさんぽうづかいせき、伊勢崎市境伊与久、北緯36度18分47.57秒 東経139度14分13.62秒）
国の史跡。当社の北西方2キロメートルの地にあり、佐位郡衙跡と推定される。